# Hallingdal
Hallingdal is een vallei en een district in Noorwegen. Het bestaat uit de gemeentes Flå, Nes, Gol, Hemsedal, Ål en Hol. De inwoners worden vaak hallinger genoemd, met het woord halling als het enkelvoud van dit woord.
Zeer oude wegen gingen richting Vestlandet door Valdres en Hallingdal en door Røldal in de richting van Odda. Hallingdal en het buurdal Valdres werden door middel van deze wegen vooral bevolkt door migranten uit Vestlandet en spraken dus ook een westelijk dialect. De originele wegen kunnen niet precies op de kaarten worden aangegeven, en de lokale migranten kunnen ook hoogstwaarschijnlijk hebben gemengd met de jagers uit de aangrenzende bergen. Hierdoor besloot Paus Adrianus IV om beide valleien in te delen bij het bisdom van Stavanger.
Al voor een lange tijd heeft het Hallingdal in ijzer gehandeld en had in de IJzertijd al meerder handelsroutes aangelegd. In latere tijden werd er over de bergen van het oosten naar het westen in vee gehandeld. Vele bekende lokale inwoners hielpen mee aan deze handel en, gezien de aarde in de winter kon bevriezen, was handel een belangrijk deel om in leven de blijven. Zelfs nu nog zijn de Hallingen meer dan goede onderhandelaars.
Hans Gude's ouders woonden in deze vallei, en Gude heeft hier veel van zijn meesterwerken geschilderd.

## De naam
De naam komt van de Oudnoorse naam Haddingjadalr. Het eerste deel is zeer waarschijnlijk het genitief van de naam Haddingi en dalr betekent simpelweg gewoon dal, vallei. Het eerste deel is ook verbonden met het woord hadr, dat haar betekent.
(In het Flateyjarbók wordt een man genaamd Haddingr genoemd als de koning van Hallingdal, vergelijkbaar met het eerste deel van de naam Gulbrandsdalen.)